# Gare de Buckenham
La gare de Buckenham est une gare ferroviaire britannique du Wherry Lines, située  village de Buckenham dans le comté du Norfolk à l'est de Angleterre.

## Situation ferroviaire
Établie à 2 mètres d'altitude, la gare de Buckenham est située au point kilométrique (PK) 7,62 de la Wherry Lines : ligne de Norwich à Lowestoft, entre les gares de Brundall et de Cantley.